# Xã Garden, Quận Woodruff, Arkansas
Xã Garden (tiếng Anh: Garden Township) là một xã thuộc quận Woodruff, tiểu bang Arkansas, Hoa Kỳ. Năm 2010, dân số của xã này là 17 người.